# Grand Prix Kanady 1982
Grand Prix Kanady 1982 se konala 13. června roku 1982 v kanadském Montrealu na okruhu Gillese Villeneuva. Závod byl poznamenán tragickou nehodou italského jezdce Riccarda Palettiho, který na následky utrpěných zranění později zemřel.

## Výsledky
| Pos | No | Pilot              | Tým             | Kolo | Čas             | Start | Body |
| --- | -- | ------------------ | --------------- | ---- | --------------- | ----- | ---- |
| 1   | 1  | Nelson Piquet      | Brabham-BMW     | 70   | 1:46'39.577     | 4     | 9    |
| 2   | 2  | Riccardo Patrese   | Brabham-Ford    | 70   | + 13.799        | 8     | 6    |
| 3   | 7  | John Watson        | McLaren-Ford    | 70   | + 1'01.836      | 6     | 4    |
| 4   | 11 | Elio de Angelis    | Lotus-Ford      | 69   | + 1 Lap         | 10    | 3    |
| 5   | 29 | Marc Surer         | Arrows-Ford     | 69   | + 1 Lap         | 16    | 2    |
| 6   | 22 | Andrea de Cesaris  | Alfa Romeo      | 68   | Out of Fuel     | 9     | 1    |
| 7   | 5  | Derek Daly         | Williams-Ford   | 68   | Out of Fuel     | 13    |      |
| 8   | 30 | Mauro Baldi        | Arrows-Ford     | 68   | + 2 Laps        | 17    |      |
| 9   | 28 | Didier Pironi      | Ferrari         | 67   | + 3 Laps        | 1     |      |
| 10  | 25 | Eddie Cheever      | Ligier-Matra    | 66   | Out of Fuel     | 12    |      |
| 11  | 17 | Jochen Mass        | March-Ford      | 66   | + 4 Laps        | 22    |      |
| NC  | 4  | Brian Henton       | Tyrrell-Ford    | 59   | Not Classified  | 26    |      |
| Ret | 6  | Keke Rosberg       | Williams-Ford   | 52   | Gearbox         | 7     |      |
| Ret | 18 | Raul Boesel        | March-Ford      | 47   | Engine          | 21    |      |
| Ret | 3  | Michele Alboreto   | Tyrrell-Ford    | 41   | Engine          | 15    |      |
| Ret | 15 | Alain Prost        | Renault         | 30   | Engine          | 3     |      |
| Ret | 16 | René Arnoux        | Renault         | 28   | Spun Off        | 2     |      |
| Ret | 10 | Eliseo Salazar     | ATS-Ford        | 20   | Engine          | 24    |      |
| Ret | 8  | Niki Lauda         | McLaren-Ford    | 17   | Clutch          | 11    |      |
| Ret | 26 | Jacques Laffite    | Ligier-Matra    | 8    | Fuel System     | 19    |      |
| Ret | 14 | Roberto Guerrero   | Ensign-Ford     | 2    | Clutch          | 20    |      |
| Ret | 23 | Bruno Giacomelli   | Alfa Romeo      | 1    | Collision       | 5     |      |
| Ret | 12 | Nigel Mansell      | Lotus-Ford      | 1    | Collision       | 14    |      |
| WD  | 31 | Jean-Pierre Jarier | Osella-Ford     | 0    | Withdrew        | 18    |      |
| Ret | 32 | Riccardo Paletti   | Osella-Ford     | 0    | Smrtelná nehoda | 23    |      |
| Ret | 33 | Geoff Lees         | Theodore-Ford   | 0    | Collision       | 25    |      |
| DNQ | 9  | Manfred Winkelhock | ATS-Ford        |      |                 |       |      |
| DNQ | 19 | Emilio de Villota  | March-Ford      |      |                 |       |      |
| DNQ | 20 | Chico Serra        | Fittipaldi-Ford |      |                 |       |      |